# Ángeles Sorazu
María de los Ángeles Sorazu y Aizpurúa (Zumaya 22 de febrero de 1873 – Valladolid, 28 de agosto de 1921) fue una religiosa concepcionista y escritora mística española

## Nacimiento y familia
Nacida
como Florencia Sorazu y Aizpurúa de padres cristianos, Mariano y Antonia. Su padre transportaba y vendía pescado. Pasó con su familia desgracias y privaciones y cambió con ellos varias veces de domicilio, estableciéndose en Cestona, San Sebastián y Tolosa. Entró a los trece años a trabajar como doncella en una familia de San Sebastián y después se empleó en una fábrica textil en Tolosa.
De vida piadosa, tomó los consejos de su confesor de recibir lecciones de música para que le valiera para entrar en un convento sin tener que depositar su familia una dote.

## Primeros años de vida religiosa
En 1891, invitada por la abadesa del convento de la Purísima Concepción de Valladolid, ingresó para ocupar una plaza de cantora del coro. Al tomar el hábito recibió el nombre de Sor María de los Ángeles. Después de dos años de dudas, en 1893, se produjo en la vida de piedad de Sor Ángeles una conversión interior, practicando a partir de entonces más intensamente la piedad y la oración.
Por el impulso de Sor Ángeles, su convento celebró la noche del 31 de diciembre de 1900, una solemne acción de gracias por todo el culto tributado a la Virgen María durante el siglo XIX y singularmente por la definición del dogma de la Inmaculada Concepción. En 1904, fue elegida Madre Abadesa del convento.

## Abadesa
En tres ocasiones anteriores, había obtenido la mayoría de los votos de las religiosas para ser su abadesa, pero la autoridad eclesiástica no confirmó su nombramiento por falta de la edad requerida hasta 1904. Desde esta fecha, en sucesivas elecciones trienales, fue elegida de nuevo abadesa hasta su muerte, a los 48 años, en 1921.
Como abadesa procuró aumentar la religiosidad del convento, dando ella los ejercicios espirituales previos a las consagraciones de las monjas. Era rigurosa en la disciplina, cuidando el silencio, la liturgia y la distribución del tiempo de oración, actuando con caridad en la reprensión de las faltas o relajaciones; por lo que la comunidad la apreciaba. Ella misma trabajaba en el lavado, en el servicio a las monjas enfermas o necesitadas y en la limpieza del Convento
Frente a la situación económica deficiente, era prudente en los gastos, y en las deudas cuidadosa, recibía limosnas para sobrevivir, poniendo su confianza en el Señor.

## Obras[3]
Su formación reglada se limitó al nivel llamado entonces de párvulos, pero como escribió Sor Ángeles, en el convento y en su trato con Dios y la Santísima Virgen adquirió sus conocimientos. Con esa escasa formación académica, destaca la facilidad con que manejaba los conceptos y las palabras y expresiones; citando incluso frases y textos latinos, sin haber tenido instrucción en latín.
- La vida espiritual (1918) – De contenido místico
- Opúsculos marianos[5]
- Exposición de varios pasajes de la Sagrada Escritura (1926).
- Autobiografía Espiritual (Reeditada en 1990)